# Stenen van Ica

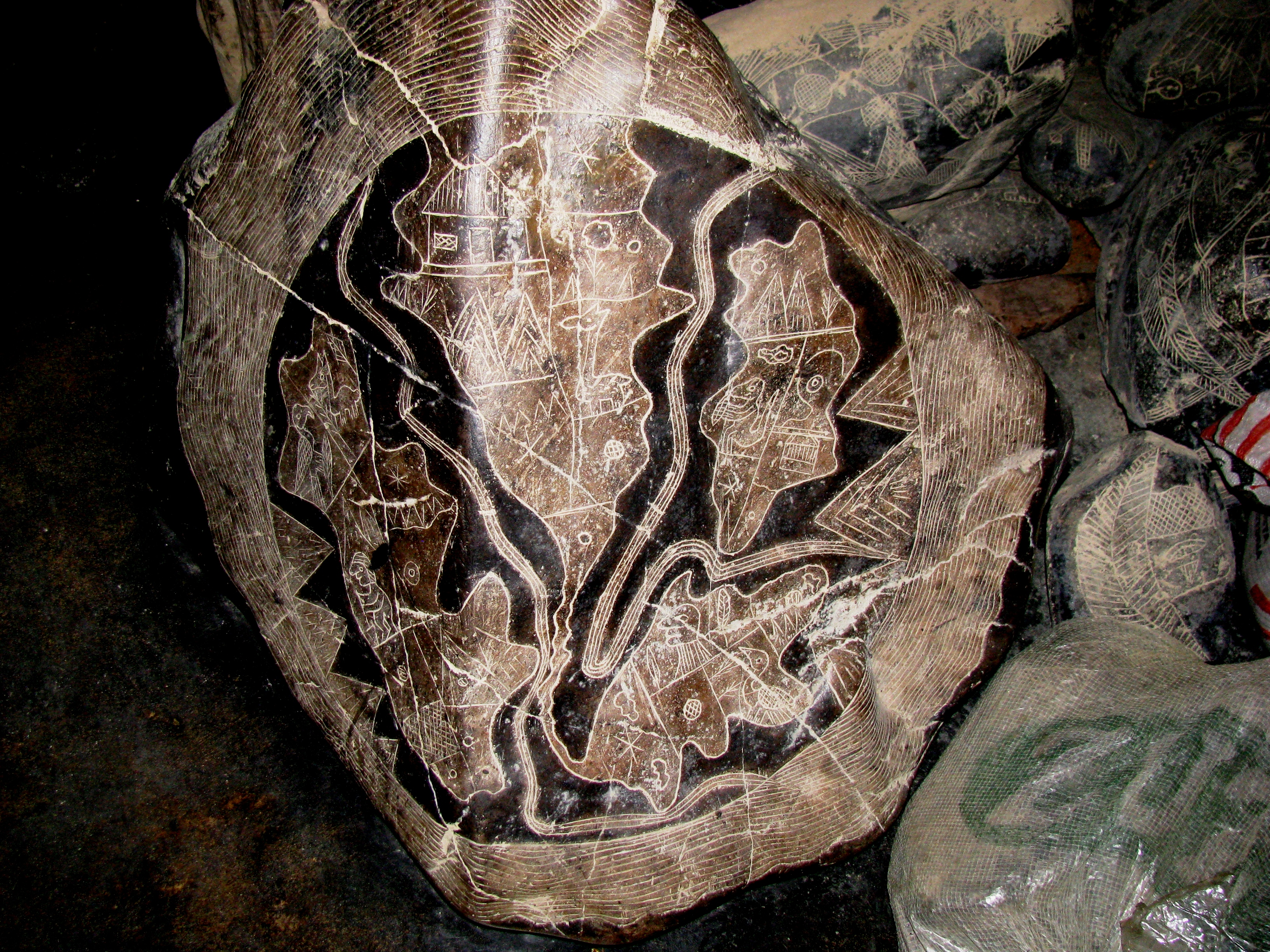
Een van de stenen

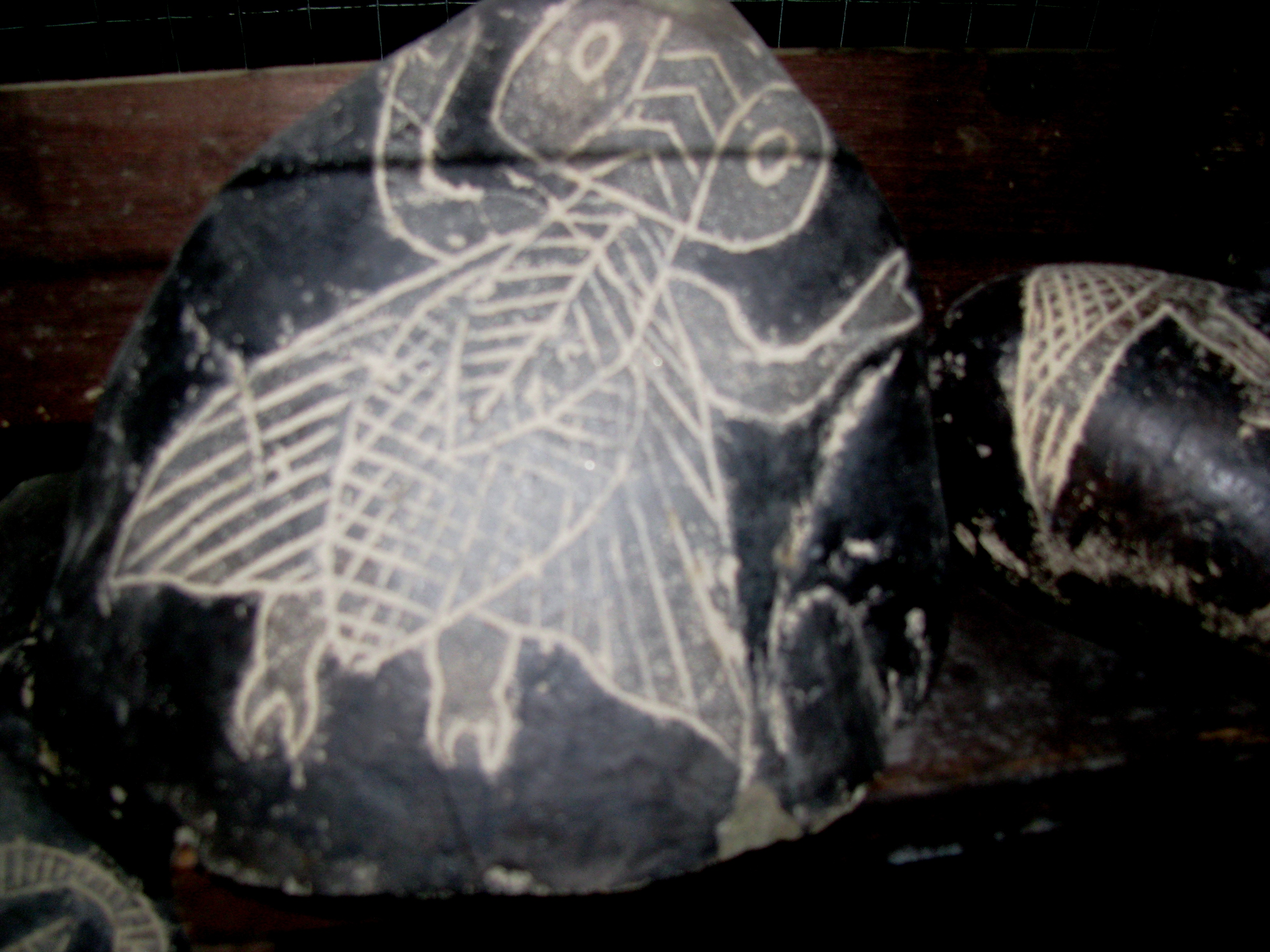
Een van de stenen

De stenen van Ica zijn een aantal gegraveerde stenen, waarvan Dr. Javier Cabrera in 1974 beweerde dat ze afkomstig zouden zijn van een verloren beschaving. Hij bezat de stenen als onderdeel van een verzameling, en volgens hem waren ze miljoenen jaren oud. Op de stenen stonden onder andere afbeeldingen van telescopen, hartoperaties en dinosaurussen. De stenen zouden na 1961 in de buurt van de stad Ica zijn gevonden. 

## Een verloren beschaving
Robert Charroux, een Franse auteur uit de grenswetenschappen, publiceerde in 1974 een artikel over de grote collectie stenen en andere artefacten van de arts Javier Cabrera. Cabrera beweerde dat deze stenen afkomstig waren van een oeroude, verloren gegane cultuur. Charroux schreef in zijn artikel dat de stenen enkele miljoenen jaren oud moesten zijn, en dat zij ooit onderdeel waren geweest van de bibliotheek van Atlantis.

## Twijfel
Al gauw ontstond er twijfel over de echtheid van de vondst. Hoewel dr. Cabrera op het eerste gezicht zeer hulpvaardig leek bij het verstrekken van informatie, bleek hij bij diepgravender onderzoek erg terughoudend te zijn. Er werden stenen gevonden met dezelfde afbeeldingen als die van dr. Cabrera, alleen waren deze gevonden in de werkplaats van een Indiaan, die ze zelf maakte. De dokter bleef echter volhouden dat hij in het bezit was van de resten van een oude beschaving.

## De waarheid
Eind jaren negentig maakte een televisieploeg beelden van een indiaan die een 'Ica-steen' maakte. Dezelfde indiaan zei bovendien dat hij een groot deel van Cabrera's collectie had gemaakt, in opdracht van de arts. Ook ontdekte de televisieploeg dat vergelijkbare stenen nog steeds in de omgeving van Ica gevonden kunnen worden, maar dan zonder de onmogelijke afbeeldingen. Hoewel Cabrera altijd is blijven volhouden dat zijn collectie echt was, is het overgrote deel van de wetenschappers van mening dat de stenen en andere artefacten vervalsingen zijn.